# Eye in the Sky (filme)
Eye in the Sky (bra: Decisão de Risco; prt: Operação Eye in the Sky) é um filme thriller britânico de 2016 dirigido por Gavin Hood e escrito por Guy Hibbert. Estrelado por Helen Mirren, Aaron Paul, Alan Rickman, Jeremy Northam, Iain Glen e Barkhad Abdi, teve sua primeira aparição no Festival Internacional de Cinema de Toronto em 11 de setembro de 2015.

## Elenco
- Helen Mirren - Katherine Powell[4]
- Aaron Paul - Steve Watts[4]
- Alan Rickman - Frank Benson[5]
- Barkhad Abdi - Jama Farah[5]
- Jeremy Northam - Brian Woodale[6]
- Iain Glen - James Willett[5]
- Phoebe Fox - Carrie Gershon, USAF[6]
- Monica Dolan - Angela Northman
- Armaan Haggio - Musa Mo'Allim [6]
- Aisha Takow - Alia[6]
- Richard McCabe - George Matherson[6]
- Michael O'Keefe - Ken Stanitzke
- Carl Beukes - Mike Gleeson[7]
- Kim Engelbrecht - Lucy[8]
- Gavin Hood - Ed Walsh
- Laila Robins - Jillian Goldman